# Halloweentown High - Libri e magia
Halloweentown High - Libri e magia (Halloweentown High) è un film per la televisione, terzo capitolo della serie di Halloweentown.

## Trama
Il portale che unisce Halloweentown al mondo mortale è aperto. A questo punto, Marnie, che ha mamma strega e papà mortale, organizza un programma di scambio: vuole portare un gruppo di studenti di Halloweentown nella sua scuola, frequentata solo da esseri umani. Marnie pensa bene di scommettere sulla magia della sua famiglia che non accadrà nulla agli studenti, ma iniziano ad accadere strane cose: Marnie e la sua famiglia dovranno dunque proteggere i ragazzi dal leggendario Cavaliere dal pugnale di ferro, e, allo stesso tempo, salvare i loro poteri.

## La serie
- Halloweentown - Streghe si nasce (1998)
- Halloweentown II - La vendetta di Kalabar (2001)
- Halloweentown High - Libri e magia (2004)
- Ritorno ad Halloweentown (2006)